# Scutellaria saxatilis
Scutellaria saxatilis är en kransblommig växtart som beskrevs av John Leonard Riddell. Scutellaria saxatilis ingår i Frossörtssläktet som ingår i familjen kransblommiga växter. Inga underarter finns listade i Catalogue of Life.

## Bildgalleri

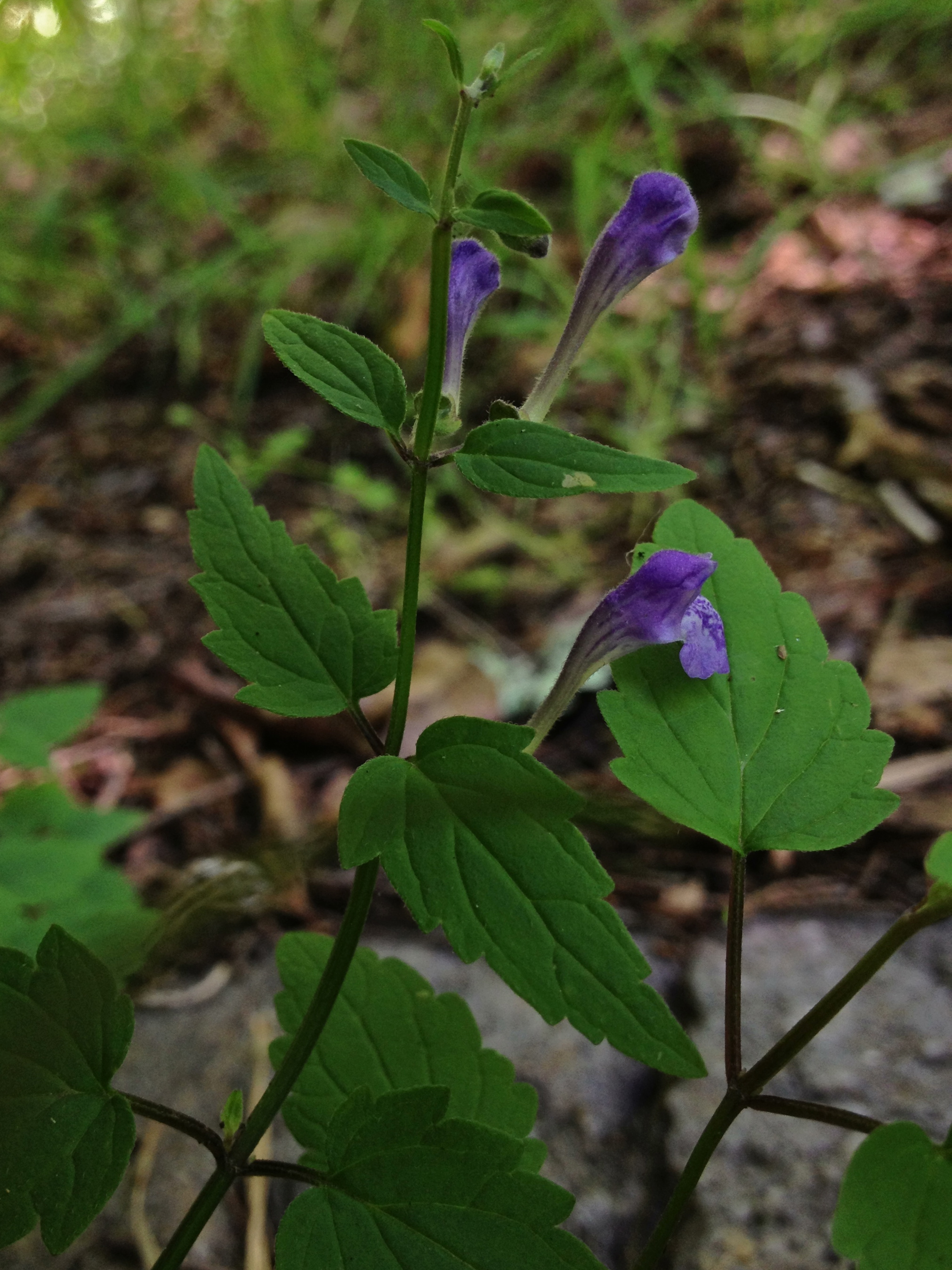